# Grêmio Osasco Audax (futebol feminino)
O Audax Feminino é a equipe de futebol feminino do Grêmio Osasco Audax, clube que tem sede na cidade de Osasco, São Paulo. Foi criada em 2015, antes mesmo das exigências atuais da Confederação Brasileira de Futebol (CBF), e estreou no Campeonato Paulista, pelo qual obteve a vaga para a Copa do Brasil do próximo ano.
Em sua história, a equipe conquistou os títulos da Copa do Brasil de 2016 e da Copa Libertadores de 2017, ambos através de uma parceria com o Corinthians.

## História
A equipe de futebol feminino do Audax foi criada em 2015, antes mesmo das exigências atuais da CBF. Sob o comando técnico de Arthur Elias, o clube ficou em terceiro lugar no Campeonato Paulista e, devido à desistência do vice-campeão, assegurou uma vaga para a Copa do Brasil do próximo ano.
Com a conquista da Copa do Brasil no ano anterior, o Audax ganhou o direito de disputar a Libertadores de 2017. No torneio internacional, o clube disputou cinco jogos, venceu quatro e empatou um. O título foi garantido após uma vitória nos pênaltis contra o Colo-Colo, do Chile. Apesar disso, a parceria foi encerrada no fim daquele ano.
Em 4 de outubro de 2020, foi rebaixado à segunda divisão do Brasileiro. O clube terminou o certame nacional com duas vitórias, um empate e doze derrotas. Para o ano seguinte, desistiu de participar da segunda divisão e encerrou modalidade, reforçando a prioridade no futebol masculino. De todo modo, permaneceu disputando algumas competições de bases em decorrência de parcerias com escolas de futebol, sendo representado por jovens jogadoras sem vínculos com o clube.

## Títulos
| Internacionais    | Internacionais | Internacionais | Internacionais |
| Competição        | Títulos        | Temporadas     |                |
| ----------------- | -------------- | -------------- | -------------- |
| Copa Libertadores | 1              | 2017           |                |
| Nacionais         |                |                |                |
| Competição        | Títulos        | Temporadas     |                |
| Copa do Brasil    | 1              | 2016           |                |